# Trout River (ort)
Trout River är en ort i Kanada.   Den ligger i provinsen Newfoundland och Labrador, i den östra delen av landet, 1 400 km öster om huvudstaden Ottawa. Trout River ligger 30 meter över havet och antalet invånare är 688.
Terrängen runt Trout River är kuperad. Havet är nära Trout River åt nordväst. Trakten runt Trout River är nära nog obefolkad, med mindre än två invånare per kvadratkilometer.. Närmaste större samhälle är Norris Point, 18,5 km öster om Trout River. 
Trakten runt Trout River består i huvudsak av gräsmarker.